# Grœnlendinga saga

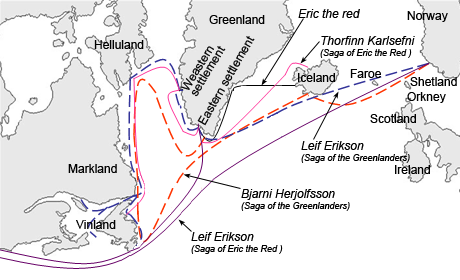
De verschillende zeilroutes naar Groenland, Vinland, Helluland en Markland, gebruikt door verschillende personages uit de Eiríks saga rauða en de Grœnlendinga saga.

De Grœnlendinga saga ("Saga van de Groenlanders") is een IJslandse saga. Samen met Eiríks saga rauða is het een van de twee hoofdbronnen die de Noordse ontdekking en (mislukte) kolonisatie van Noord-Amerika beschrijft.
De saga wordt bewaard in het laat-14e-eeuwse Flateyjarbók, dat verhaalt over zaken die rond 970 tot 1030 plaatsvonden. Veel in het verhaal is fictie, maar er zit toch waarschijnlijk veel historische waarheid in.

## Kolonisatie van Groenland
In de saga van Erik de Rode wordt de kolonisatie van Groenland beschreven. Erik de Rode (Oudnoords: Eiríkr rauði) emigreert vanuit Noorwegen vanwege "een aantal moorden" met zijn vader naar IJsland. In IJsland vindt Erik een vrouw, Thjodhild (Oudnoords: Þjóðhildr). Opnieuw komt hij in een ruzie terecht en wordt vogelvrij verklaard. Hij beslist om naar het westen te trekken en het land te zoeken dat voor het eerst werd gezien door Gunnbjörn Ulfsson (Oudnoords: Gunnbjörn) toen hij verdwaald was.
Erik vertrekt vanuit Snæfellsjökull en bereikt de kust van een ijzig land. Hij reist zuidwaarts langs de kust op zoek naar een bewoonbaar gebied. Na twee jaar het land verkend te hebben keert hij terug naar IJsland om te vertellen over zijn ontdekkingen. Hij noemt het ontdekte land Groenland (Oudnoords: Grœnland) omdat hij dacht dat er meer mensen geneigd zouden zijn hem te volgen als het land een mooie naam had.
Na een winter in IJsland verbleven te hebben keert Erik terug met de intentie om Groenland te koloniseren. Zijn expeditie telt 25 schepen, maar slechts 14 bereiken de eindbestemming. Erik sticht een kolonie in Brattahlíð vlak bij wat nu Narsarsuaq is in zuidwest Groenland. Hij wordt een gerespecteerd leider. Samen met Thjodhild krijgt hij drie zonen: Leif (Oudnoords: Leifr), Thorvald (Oudnoords: Þorvaldr) en Thorstein (Oudnoords: Þorsteinn) en een dochter Freydis (Oudnoords: Freydís)

## De reis van Bjarni
De Grœnlendinga saga begint met de reis van Bjarni Herjolfsson (Oudnoords: Bjarni Herjólfsson). Hij had de gewoonte om de winter afwisselend in Noorwegen en in IJsland door te brengen met zijn vader. Als hij op een dag in IJsland aankomt verneemt hij dat zijn vader geëmigreerd is naar Groenland. Hij besluit om zijn vader te volgen, hoewel hij beseft dat het een gevaarlijke onderneming is, daar noch hij noch zijn bemanningsleden al in Groenlandse wateren hebben gevaren.
Drie dagen na zijn vertrek uit IJsland krijgt Bjarni slecht weer. Eerst valt de wind weg, en vervolgens kan hij vanwege de noordenwind en opgestoken mist zijn positie niet meer bepalen. Na verschillende dagen slecht zicht knapt het weer op en Bjarni komt bij een heuvelachtig bebost land aan. Bjarni beseft dat dit Groenland niet is en hijst de zeilen. Na twee dagen ontdekt hij een ander land, maar omdat het vlak en bebost was, en er geen gletsjers te zien zijn weet hij dat hij ook nu Groenland weer niet gevonden heeft. Bjarni wil niet aan land gaan en zeilt verder. Na drie dagen zien ze opnieuw land, ditmaal met hoge bergen bedekt met een gletsjer. Ook nu weer wil Bjarni niet aan land gaan omdat "dit land mij niets bruikbaars te bieden heeft". Hij steekt weer in zee, vindt na vier dagen zijn vierde land en beseft dat hij Groenland heeft bereikt. Hij vestigt zich bij zijn vader.

## De expeditie van Leif

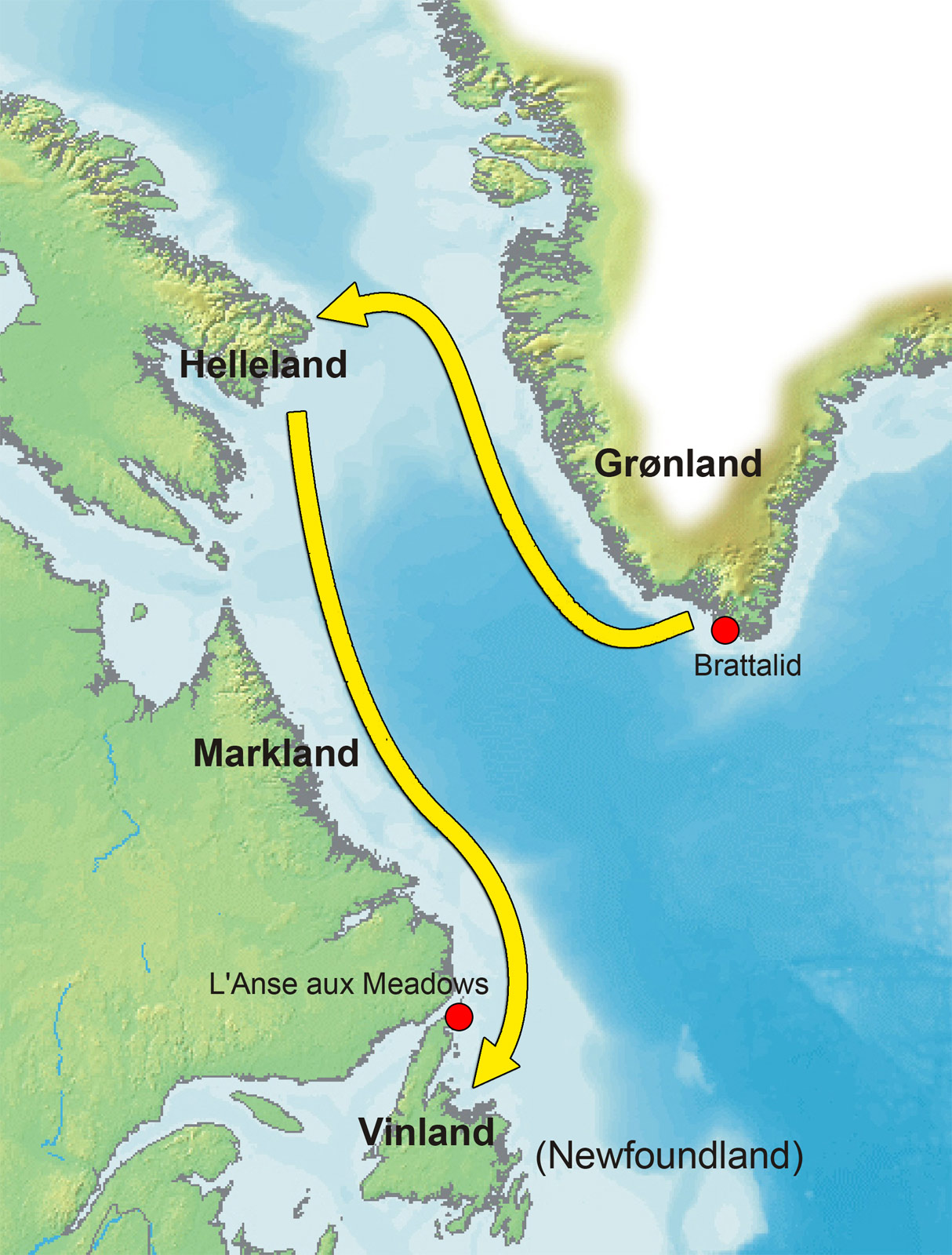
De reis van Groenland naar Newfoundland

Leif Eriksson is geïnteresseerd in Bjarni's verhalen en koopt een schip van hem. Hij huurt een bemanning van 35 man en vraagt zijn vader Erik om de expeditie naar het westen te leiden. Erik is terughoudend en vindt van zichzelf dat hij te oud is; maar wordt uiteindelijk overgehaald. Op weg naar het schip struikelt het paard van Erik en hij bezeert zijn voet. Hij ziet dit als een slecht voorteken en zegt: "Het is me niet toegestaan om meer landen te ontdekken dan hetgeen ik nu bewoon." Leif leidt vanaf dat moment de expeditie.
Leif en zijn bemanning vertrekken vanuit Brattahlid en vinden dezelfde landen als Bjarni, maar in omgekeerde volgorde. Eerst vinden ze het ijzige land. Ze gaan van boord, maar vinden weinig interessants. Leif noemt het land Helluland (platte stenen land). Ze zeilen verder en vinden een bebost land met witte kusten. Ook hier gaat Leif aan land en noemt het land naar datgeen het heeft te bieden: Markland (bosland).
Leif zeilt twee dagen verder op noordoostenwind en komt aan bij een eilandje voor de kust dat er zeer uitnodigend uitziet. Bij mooi weer vinden ze dauw op het gras dat ze in hun handen verzamelden en dronken, en ze dachten dat ze nog nooit zoiets zoets hadden geproefd (vergelijkbaar met "het land van melk en honing"?). Ze varen naar de kust, lopen bij eb vast en de zee trekt zich zo ver het oog reikt terug. Ze springen overboord en rennen naar een plaats waar een rivier vanuit een meer in zee stroomt. Bij opkomend water varen ze via deze rivier het meer op en leggen aan. Ze besluiten er te overwinteren: "De natuur van het land was, zoals zij dachten, zo goed dat het vee in de winter geen stalvoer nodig had, want er kwam geen vorst in de winter en het gras verdorde er weinig. Dag en nacht waren gelijker dan in Groenland of IJsland." Ze noemen deze plaats Leifsbuðir.
Door de redelijke gedetailleerde beschrijving van dit gebied, menen meerdere historici dat Leifsbuðir op het huidige Newfoundland heeft gelegen, en meer precies, dat het de nederzetting is die in de jaren 60 bij L'Anse aux Meadows gevonden is. Er zijn er echter andere historici die ervan uitgaan dat Vinland zuidelijker moet hebben gelegen, bijvoorbeeld in New England.
Terwijl Leif en zijn bemanningsleden het land verkennen vinden ze vruchten, waarschijnlijk druiven (Oudnoords: vínber; wijn-bessen) en Leif noemt het land Vinland (Oudnoords: Vínland; Wijnland - alhoewel het Oudnoordse woord vin ook vlakte/weide betekent, zoals in de plaatsnamen Granvin en Bjørgvin). In de lente zeilt de expeditie terug naar Groenland in een schip beladen met hout en druiven. Op weg naar huis redden ze nog een groep drenkelingen die uit Noorwegen afkomstig waren. Na dit voorval wordt hij Leifr heppni (Leif de Gelukkige) geheten.
Er is veel speculatie over de druiven van Vinland. Het lijkt onwaarschijnlijk dat de Noorderlingen ver genoeg reisden om wilde druiven in grote hoeveelheden te vinden. Aan de andere kant spreekt ook Adam van Bremen in de 11de eeuw over de druiven van Vinland. Als het druif-idee een fantasie was, was het een zeer vroege fantasie. De noorderlingen waren waarschijnlijk onbekend met druiven — op een bepaald punt in de saga spreken ze van "druiven hakken" — en het is mogelijk dat ze een ander type fruit, misschien kruisbessen, voor druiven aanzagen.
Het is belangrijk te realiseren dat Leif mogelijk niet de ontdekker van Amerika was, maar Bjarni. Leif was wel de eerste die aan land is gegaan, en is daarmee de eerste Europeaan die vaste voet op het nieuwe land heeft gezet. De beschrijving van Bjarni's reis is uniek voor de Grœnlendinga saga en wordt in Eiríks saga rauða in het geheel niet vermeld. Daar krijgt Leif de ontdekkingen toegeschreven.

## De expeditie van Thorvald
De reis van Leif wordt uitgebreid bediscussieerd in Brattahlid en Thorvald, de broer van Leif, vindt dat Vinland niet genoeg werd verkend. Leif biedt hem een schip voor een nieuwe reis aan en hij neemt deze uitdaging aan. Hij vertrekt met 30 bemanningsleden en komt aan in Vinland waar Leif de vorige keer zijn kamp gemaakt had. Ze verblijven daar tijdens de winter en leven van het vissen.
In de lente gaat Thorvald op verkenning en zeilt naar het westen. Behalve een graanschuur ergens op een eilandje vinden ze nergens tekenen van menselijke bewoning. Ze keren in de herfst terug naar hun kamp voor de winter.
De volgende zomer verkent Thorvald het oosten en het noorden van het kamp. Op een gegeven ogenblik komen ze aan op een mooie beboste plaats waar Thorvald zijn boerderij wil bouwen. Toen ze naar hun schip terug liepen zagen ze drie kleine heuveltjes. Toen ze dichterbij kwamen zagen ze dat het met huid bedekte boten waren waar in elk drie man onder zaten. Thorvald en zijn mannen kregen hen allemaal te pakken, op een na die er in zijn boot vandoor ging. De andere acht werden gedood, en toen ze daarna om zich heen keken zagen ze een aantal heuveltjes waarvan ze vermoedden dat het bewoning was.
De autochtone bevolking, Skraelingen (Oudnoords: Skrælingar) bij de Noorderlingen, keren terug met een groter aantal en vallen Thorvald zijn mannen aan. De Skraelingen schieten pijlen naar hen en trekken zich dan terug. Thorvald wordt dodelijk verwond en wordt begraven waar hij zijn boerderij had willen bouwen. Die plek noemden ze daarna Krossanes (Kruispunt). Tijdens de volgende winter voorzagen ze hun schepen van nieuwe voorraden, en keerden in de lente naar Groenland terug.

## Thorstein
Thorstein Eriksson besluit vervolgens om in Vinland het lichaam van zijn broer te halen. Hetzelfde schip wordt klaargemaakt en Thorstein vertrekt met 25 bemanningsleden en zijn vrouw Gudrid (Oudnoords: Guðríðr). Deze Gudrid was een van de drenkelingen die door Leif waren gered.
De expeditie bereikt nooit Vinland, en na een hele zomer op zee rondgedreven te hebben komen ze terug aan bij de kust van Groenland. Tijdens de winter wordt Thorstein ziek en ging dood. Volgens de saga ging Thorstein vlak daarna echter plotseling zitten, voorspelde vervolgens de toekomst van zijn vrouw Gudrid om daarna weer definitief te gaan liggen.

## De expeditie van Karlsefni

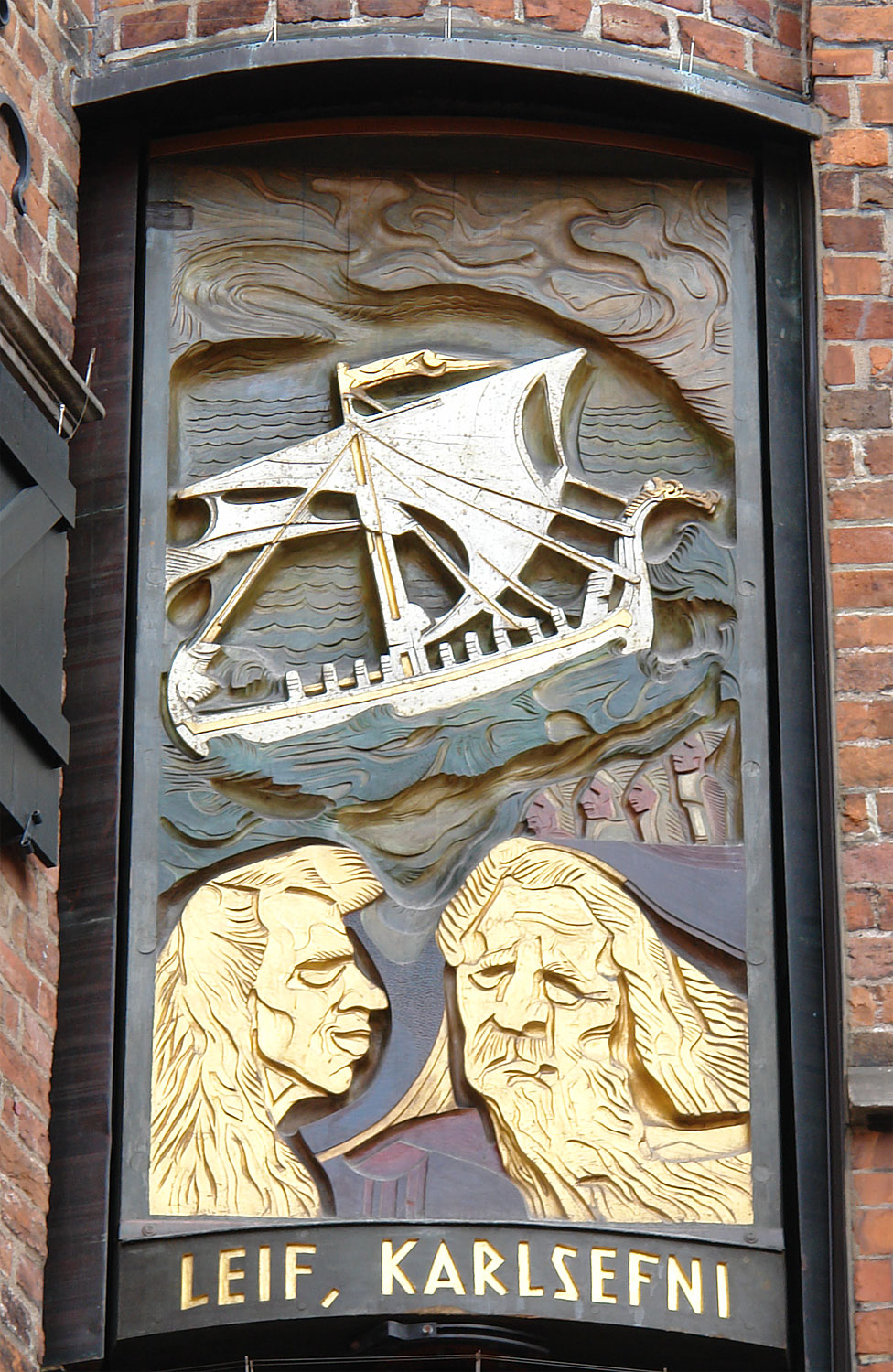
Gedenkplaat voor Leif en Karlsefni

Een schip onder leiding van Thorfinn Karlsefni (Oudnoords: Þorfinnr karlsefni) komt vanuit Noorwegen in Groenland aan. Hij is een bemiddeld man. Thorfinn wordt verliefd op de weduwe Gudrid en ze trouwen. Karlsefni wordt door zijn vrouw en anderen aangezet om een expeditie naar Vinland te ondernemen. Hij gaat akkoord en huurt 60 mannen en 5 vrouwen als bemanning. De expeditie komt aan in het oude kamp van Leif en Thorvald en ze verblijven daar tijdens de winter in goede omstandigheden.
De volgende zomer komt er een groep Skraelingen op bezoek met een hoop huiden om te ruilen. De Skraelingen willen wapens in ruil, maar Karlsefni verbiedt zijn mannen om wapens te ruilen. In plaats daarvan biedt hij de Skraelingen melkproducten aan en de ruil gaat door. Tijdens hun verblijf in Vinland kregen Karlsefni en Gudrid een zoon, Snorri. Daarmee is deze Snorri de eerste Europeaan die in Amerika geboren is.
In het begin van hun tweede winter komen de Skraelingen terug om te ruilen. Deze keer doodt een van de mannen van Karlsefni een Skraeling als hij een wapen van de Noorderlingen wil pakken. De Skraelingen lopen weg. Karlsefni vreest dat de inboorlingen nu vijandig en in groten getale terug zullen keren. Hij maakt een plan op voor het komende gevecht. De Skraelingen komen inderdaad terug en de Noorderlingen slagen erin om hen af te slaan. Karlsefni blijft daar voor de rest van de winter en keert de volgende lente terug naar Groenland.

## De expeditie van Freydis
Freydis, dochter van Erik de Rode, wil nu het prestige en de rijkdom geassocieerd met een reis naar Vinland. Ze sluit een deal met twee IJslandse broers, Helgi en Finnbogi, dat ze samen naar Vinland zouden gaan en alle winsten gelijk zouden verdelen. Ze spreken af om elk evenveel mannen mee te nemen, maar Freydis neemt er in het geheim 5 meer mee.
In Vinland verraadt Freydis haar partners, laat hen en hun mannen in hun slaap aanvallen en doden. Ze doodt persoonlijk de vijf vrouwen in de groep, aangezien niemand anders dit wou doen. Teneinde haar daden te verbergen bedreigde Freydis iedereen met de dood als ze over de moordpartij zouden vertellen. Na een verblijf van een jaar gaat ze terug naar Groenland en vertelt dat Helgi en Finnbogi ervoor hadden gekozen om te blijven in Vinland. Niet iedereen is echter stil en het verhaal van de moorden komt uiteindelijk terecht bij Leif. Hij laat drie mannen van de expeditie van Freydis martelen tot ze de hele gebeurtenis opbiechten. Hij denkt slecht over haar daden, maar hij laat haar verder gaan.
Karlsefni werd rijk door zijn reis naar het westen. Hij vestigt zich later in IJsland met zijn vrouw Gudrid en zoon Snorri en wordt daar een rijk man. Na Karlefni's dood neemt Gudrid de boerderij over, onderneemt een pelgrimsreis naar Rome en wordt na terugkeer bij Snorri, die ondertussen een kerk had gebouwd, non. De saga eindigt met een zin die de geloofwaardigheid van het verhaal wil bevestigen: Het was Karlsefni die de meest uitgebreide verslagen van iedereen uit al deze reizen gaf, waarvan er nu een aantal is neergeschreven.

## Nederlandse vertalingen
- De saga van de Groenlanders, in De saga van Eirik de Rode en andere IJslandse saga's, vert. Paula Vermeyden, 1980. ISBN 9029014032